# Кремаста
Крема́ста (Кремастон, грец. Κρεμαστα, Κρεμαστών) — водосховище на заході Греції, на кордоні двох номів — Етолія і Акарнанія та Евританія.
Площа водосховища становить 92 км². Найбільша штучна водойма країни.
Резервуар утворився перед греблею ГЕС Кремаста, яка була збудована на річці Ахелоос в 1966-69 році. У водосховище впадають також 3 притоки Ахелоосу — Аграфіотіс, Мегдова та Трикеріотіс.
Об'єм води становить 4,7 млрд м³. Гребля перешкоджає паводкам на річці Ахелоос та дає електроенергію для західної Греції. ГЕС є найбільшою електростанцією в Греції, її потужність 437,2 МВ.
Через водосховище збудовані 2 арочні мости — Татарнас та Епіскопі. Озеро має багато фіордових заток та дрібних острівців.